# Gustav Adolf von Hohenlohe-Schillingsfürst
Gustav Adolf von Hohenlohe-Schillingsfürst (ur. 26 lutego 1823 w Rotenburgu, zm. 30 października 1896 w Rzymie) – niemiecki duchowny rzymskokatolicki, kardynał.

## Życiorys
Książę Gustav Adolf urodził się w znanej arystokratycznej rodzinie niemieckiej. Był synem księcia Franciszka Józefa zu Hohenlohe-Schillingsfürst (1787–1841) i księżnej Konstancji oraz bratem kanclerza Rzeszy i premiera Prus, księcia Chlodwiga (1819–1901) oraz księcia raciborskiego Wiktora (1818–1893).
Studiował teologię na Uniwersytetach we Wrocławiu i Monachium. Przyjął święcenia kapłańskie w styczniu 1849 w Gaecie. Sakrę biskupią otrzymał 22 listopada 1857 roku z rąk papieża Piusa IX. Biskup Tytularny Edessy (1857–1866). Kreowany kardynałem na konsystorzu w 1866. Archiprezbiter Bazyliki Matki Boskiej Większej (1878–1896). Kardynał-biskup Albano (1879–1883). Protoprezbiter Kolegium Kardynalskiego w latach 1895–1896.
Pochowany na zabytkowym Campo Santo Teutonico w Rzymie.